# Pedroche (kommunhuvudort)
Pedroche är en kommunhuvudort i Spanien.   Den ligger i provinsen Province of Córdoba och regionen Andalusien, i den centrala delen av landet, 240 km söder om huvudstaden Madrid. Pedroche ligger 628 meter över havet och antalet invånare är 1 711.
Terrängen runt Pedroche är platt, och sluttar norrut. Runt Pedroche är det ganska glesbefolkat, med 27 invånare per kvadratkilometer. Närmaste större samhälle är Pozoblanco, 9,2 km sydväst om Pedroche. Trakten runt Pedroche består till största delen av jordbruksmark.